# Efekt Peltiera

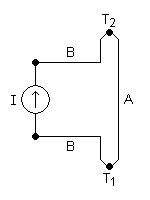

Efekt Peltiera – zjawisko termoelektryczne w ciałach stałych, polegające na wydzielaniu lub pochłanianiu energii pod wpływem przepływu prądu elektrycznego przez złącze.
W wyniku pochłaniania energii na jednym złączu i wydzielania energii na drugim, pomiędzy złączami powstaje różnica temperatur. Zjawisko jest odwrotne do efektu Seebecka, po raz pierwszy zostało zaobserwowane w 1834 roku przez Jeana Peltiera.
Efekt Peltiera zachodzi na granicy dwóch różnych przewodników lub półprzewodników (n i p) połączonych dwoma złączami (tzw. złącza Peltiera). Podczas przepływu prądu jedno ze złącz ulega ogrzaniu, a drugie ochłodzeniu. Ochłodzeniu ulega złącze, w którym elektrony przechodzą z przewodnika o niższym poziomie Fermiego do przewodnika o wyższym. Po zmianie kierunku przepływu prądu na przeciwny, zjawisko ulega odwróceniu (ze względu na symetrię złącz).
Ciepło pochłaniane przez „zimne” złącze i wydzielane w złączu „gorącym” jest opisywane równaniem:
{\displaystyle {\frac {dQ}{dt}}=\Pi _{AB}I,}
gdzie:
{\displaystyle \Pi _{AB}} – współczynnik Peltiera układu.

## Natura zjawiska Peltiera

Uproszczony model złącza metal-półprzewodnik. Oznaczenia: W_{F} – poziom Fermiego, W_{C} – położenie pasma przewodnictwa w półprzewodniku, ΔW_{K} – średnia energia kinetyczna elektronów w paśmie przewodnictwa

Gdy do złącza przyłożone zostanie pole elektryczne (w zaznaczonym kierunku), to elektrony będą przechodziły z pasma przewodnictwa półprzewodnika do metalu, przy czym będą zmuszone w sąsiedztwie styku oddać zgromadzoną energię potencjalną o wartości {\displaystyle \Delta W(\Delta W=Q=\Pi _{AB}e).} Energia ta to ciepło Peltiera, pochłaniane/wydzielające się w sąsiedztwie złącza podczas transportu przez nie ładunku równego jednemu elektronowi.
Jeżeli pole elektryczne E skierowane jest przeciwnie, to z metalu do półprzewodnika mogą przejść jedynie elektrony o odpowiednio wysokiej energii kinetycznej (tzw. gorące elektrony). Zubożenie obszaru przyległego do złącza w wysokoenergetyczne elektrony prowadzi do obniżenia średniej energii elektronów w paśmie, a w konsekwencji do obniżenia temperatury sieci krystalicznej, od której tę energię pobierają, dochodząc do równowagi termodynamicznej (okolica złącza ochładza się). Energia, wydzielana wynosi:
{\displaystyle \Delta W=W_{C}-W_{F}+\Delta W_{K}.}
Energię kinetyczną elektronów można określić ze wzoru:
{\displaystyle \Delta W_{K}=(r+2)kT,}
gdzie:
{\displaystyle r} – stała o wartości w zakresie 0–2, w zależności od mechanizmu rozpraszania nośników ładunku,
{\displaystyle k} – stała Boltzmanna,
{\displaystyle T} – temperatura.
Przy określaniu wartości współczynnika Peltiera nie uwzględnia się roli metalu elektrody, ponieważ efekt Peltiera jest w przypadku półprzewodników wyższy o rząd wielkości niż w przypadku metali.